# Conan IV van Bretagne
Conan IV van Bretagne (1138 - 20 februari 1171) was tussen 1156 en 1166 hertog van Bretagne.

## Biografie
Conan werd geboren als de zoon van hertogin Bertha I van Bretagne en de Engelse graaf Alan van Richmond. In 1156 overleed zijn moeder en Conan zou de hertogelijke troon erven; zijn stiefvader Odo van Porhoët echter spande tegen hem samen met zijn oom Hoël III van Bretagne. Door een opstand in Nantes werd Hoël aldaar afgezet en was Conan in staat om Odo gevangen te nemen en daarmee zijn erfenis op te eisen.
Ondertussen probeerde de Engelse koning Hendrik II ook zijn macht in Bretagne te vergroten. Zijn broer Godfried was enige tijd graaf van Nantes en na diens dood in 1158 eiste Hendrik Nantes op als zijn erfenis, wat echter betwist werd door Conan IV. Conan nam Nantes in en daarop nam de Engelse koning het graafschap Richmond in. In 1160 sloten de twee vrede en huwde hij met Margaretha van Huntingdon.
Conan IV kreeg vervolgens te maken met enkele opstanden van zijn edelen, die waarschijnlijk geholpen werden door de Engelsen. Hierop zocht hij de hulp van de Engelse koning en die beloofde hem te helpen in ruil voor een nieuwe verbintenis tussen beide huizen, namelijk die van Constance, de dochter van Conan IV, met Godfried Plantagenet, de zoon van Hendrik II. In 1166 viel Hendrik II Bretagne binnen en dwong hij Conan IV om af te treden ten faveure van zijn dochter Constance. Hij willigde deze eis in en overleed uiteindelijk in 1171.

## Voorouders
| Voorouders van Conan IV van Bretagne (1138-1171) | Voorouders van Conan IV van Bretagne (1138-1171)                | Voorouders van Conan IV van Bretagne (1138-1171)                | Voorouders van Conan IV van Bretagne (1138-1171)                | Voorouders van Conan IV van Bretagne (1138-1171)                | Voorouders van Conan IV van Bretagne (1138-1171)                    | Voorouders van Conan IV van Bretagne (1138-1171)                    | Voorouders van Conan IV van Bretagne (1138-1171)                | Voorouders van Conan IV van Bretagne (1138-1171)                |
| ------------------------------------------------ | --------------------------------------------------------------- | --------------------------------------------------------------- | --------------------------------------------------------------- | --------------------------------------------------------------- | ------------------------------------------------------------------- | ------------------------------------------------------------------- | --------------------------------------------------------------- | --------------------------------------------------------------- |
| Overgrootouders                                  | Odo I van Penthièvre (999–1079) ∞ Agnes van Cornouaille (-)     | Odo I van Penthièvre (999–1079) ∞ Agnes van Cornouaille (-)     | Theobald III van Blois (1012-1098) ∞ Adelheid II van Vexin (-)  | Theobald III van Blois (1012-1098) ∞ Adelheid II van Vexin (-)  | Alan IV van Bretagne (1063-1119) ∞ Ermengarde van Anjou (1068-1146) | Alan IV van Bretagne (1063-1119) ∞ Ermengarde van Anjou (1068-1146) | Hendrik I van Engeland (1068-1135) ∞ ? (-)                      | Hendrik I van Engeland (1068-1135) ∞ ? (-)                      |
| Grootouders                                      | Stefanus I van Penthièvre (1060–1136) ∞ Havoise (-)             | Stefanus I van Penthièvre (1060–1136) ∞ Havoise (-)             | Stefanus I van Penthièvre (1060–1136) ∞ Havoise (-)             | Stefanus I van Penthièvre (1060–1136) ∞ Havoise (-)             | Conan III van Bretagne (1095-1148) ∞ Mathilde FitzRoy (- 1120)      | Conan III van Bretagne (1095-1148) ∞ Mathilde FitzRoy (- 1120)      | Conan III van Bretagne (1095-1148) ∞ Mathilde FitzRoy (- 1120)  | Conan III van Bretagne (1095-1148) ∞ Mathilde FitzRoy (- 1120)  |
| Ouders                                           | Alan van Richmond (1100-1146) ∞ Bertha van Bretagne (1114-1156) | Alan van Richmond (1100-1146) ∞ Bertha van Bretagne (1114-1156) | Alan van Richmond (1100-1146) ∞ Bertha van Bretagne (1114-1156) | Alan van Richmond (1100-1146) ∞ Bertha van Bretagne (1114-1156) | Alan van Richmond (1100-1146) ∞ Bertha van Bretagne (1114-1156)     | Alan van Richmond (1100-1146) ∞ Bertha van Bretagne (1114-1156)     | Alan van Richmond (1100-1146) ∞ Bertha van Bretagne (1114-1156) | Alan van Richmond (1100-1146) ∞ Bertha van Bretagne (1114-1156) |